# Alfa Romeo Giulietta
För andra betydelser, se Alfa Romeo Giulietta (olika betydelser).
Alfa Romeo Giulietta är en personbil, tillverkad av den italienska biltillverkaren Alfa Romeo mellan 1954 och 1964. Namnet är en lekfull anspelning på William Shakespeares drama Romeo och Julia och Giulietta är den italienska diminutiv-formen av Julia. Bilen efterträddes av Alfa Romeo Giulia.

## Bakgrund
När Mussolini nationaliserade Alfa Romeo på 1930-talet var tanken att rädda den italienska äran och säkerställa att Alfa skulle finnas kvar på racingbanorna för att konkurrera med tyska Mercedes-Benz och Auto Union. Efter andra världskriget var situationen lite annorlunda och den nya tidens politiker såg hellre att Alfa inriktade sina krafter på att tillverka småbilar åt folket, än de handbyggda smycken man dittills berikat världen med. Alfas svar blev Giulietta. Tekniken bygger vidare på Alfas första efterkrigskonstruktion, den större 1900, med självbärande kaross, fyrcylindrig twincam-motor, fyrväxlad växellåda, individuell framhjulsupphängning med dubbla triangellänkar, stel bakaxel och skruvfjädrar runt om, men i en mindre skala.
Dessvärre saknade Alfa medel för att börja massproducera bilar, men detta problem löste man genom att dra igång ett nationellt lotteri, där högsta vinsten var en ny Giulietta. För att ytterligare trissa upp intresset för lotteriet var det inte någon vanlig, trist Berlina som stod på spel. Nej, istället var det en Bertone-designad Sprint. All hausse runt lotteriet gjorde att man koncentrerade sig på att få fram coupéer och Sprinten blev den första Giuliettan som gick i produktion, medan familjeförsörjare runt hela Italien ropade efter mer praktiska bilar. Det hela var på väg att urarta i en präktig skandal, men när väl produktionen tagit fart visade sig bilen ha kvaliteter som tystade alla kritiker.
Giuliettan tillverkades i två huvudserier:
- Serie 750: första serien, tillverkad mellan 1954 och 1960.
- Serie 101: andra serien, tillverkad mellan 1959 och 1964, inkluderar en rad uppgraderingar av motor, växellåda och hjulupphängning. Introducerades med Sprint Speciale och infördes därefter gradvis över hela linjen.

## Motorer
Alla Giuliettor var försedda med 1290 cc-varianten av Alfas klassiska fyrcylindriga twincam-motor, men med olika trimningsgrader:
| Modell     | Förgasare    | Kompression | Effekt   |
| ---------- | ------------ | ----------- | -------- |
| Berlina    | Enkel Solex  | 7,5:1       | 53-62 hk |
| Berlina TI | Enkel Solex  | -           | 65-74 hk |
| Sprint     | Enkel Solex  | 8,5:1       | 80 hk    |
| Veloce     | Dubbla Weber | 9,1:1       | 90 hk    |
| Speciale   | Dubbla Weber | 9,7:1       | 100 hk   |

## Berlina/Giardinetta
Sedan-versionen Berlina tillverkades i 131 800 exemplar mellan 1955 och 1964. Karossmakaren Colli tillverkade en kombi-version, kallad Giardinetta. Från 1957 fanns även en starkare TI-version. Hjulbasen är 2,38 m.
Berlinan genomgick en mindre ansiktslyftning 1961, med uppiffad front och högre motoreffekt.

## Sprint
Den unge Nuccio Bertone fick uppdraget att formge och bygga en fyrsitsig coupé-version i samband med ovan nämnda lotteri. Resultatet blev en synnerligen attraktiv modell som kom att tillverkas i 27 100 exemplar mellan 1954 och 1962. Från 1956 fanns även en starkare Veloce-version. Hjulbasen är 2,38 m.
Giulietta Sprint blev ett lyckokast för Bertone och utgör en milstolpe i företagets fortsatta utveckling.

## Spider
Pininfarina formgav och byggde sedan roadster-versionen Spider i 17 100 exemplar mellan 1955 och 1962. Motoralternativen är desamma som för Sprint. Hjulbasen är 2,20 m för serie 750 och 2,25 m för serie 101.

## Sprint Speciale
För kunder med tävlingsambitioner tillverkade Bertone den här coupé-versionen i 1 366 exemplar mellan 1959 och 1962. SS har femväxlad växellåda. Hjulbasen är 2,25 m.
Karossen uppvisar influenser av Bertones BAT-prototyper från 1953-1955 och har ett för sin tid mycket lågt luftmotstånd. Detta bidrar till bilens toppfart på 200 km/h.

## Sprint Zagato
Trots att Sprint Speciale hade imponerande prestanda, var den för tung för seriös racing. Därför fick Zagato uppdraget att bygga en lättviktsversion med SS-mekanik. Den tillverkades i 217 exemplar mellan 1961 och 1962. Hjulbasen är 2,25 m.
SZ byggdes i två serier:
- Första serien har en kort, knubbig kaross.
- Andra serien har en utdragen Kammback-akter, en förövning inför den senare Giulia TZ. Andra serien har dessutom skivbromsar fram.

Se vidare under huvudartikeln: Alfa Romeo Giulietta SZ.

## Bilder

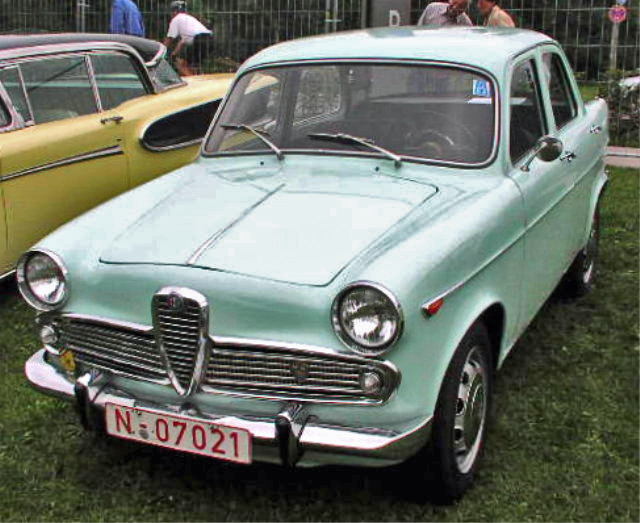
Berlina
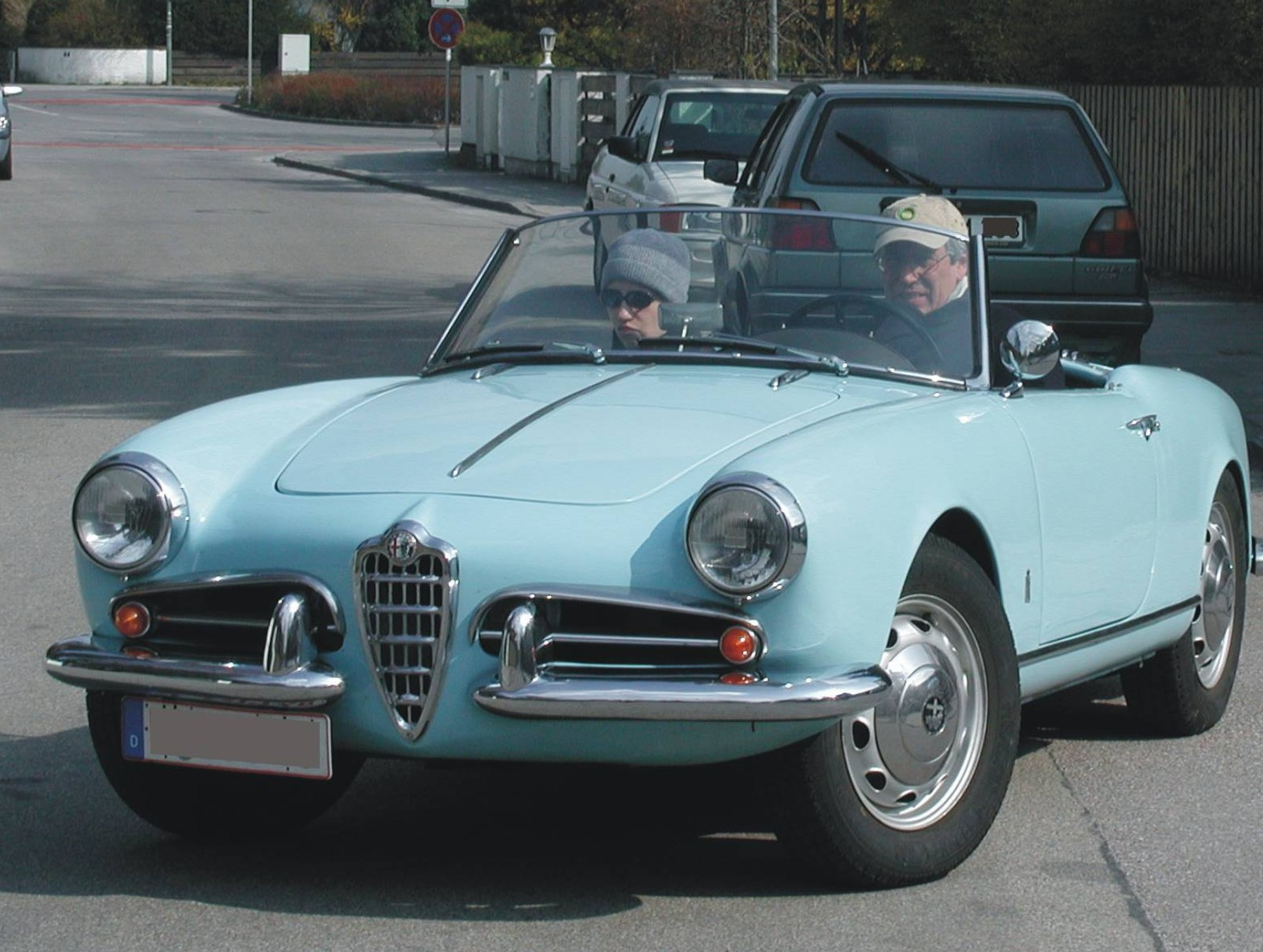
Spider
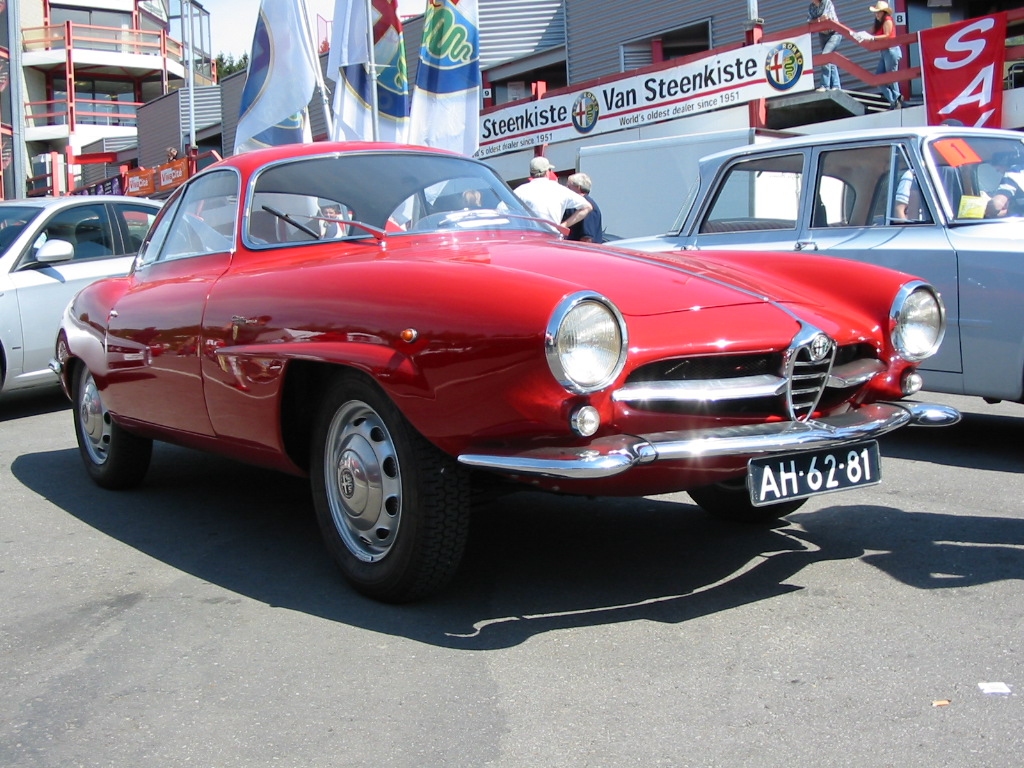
SS
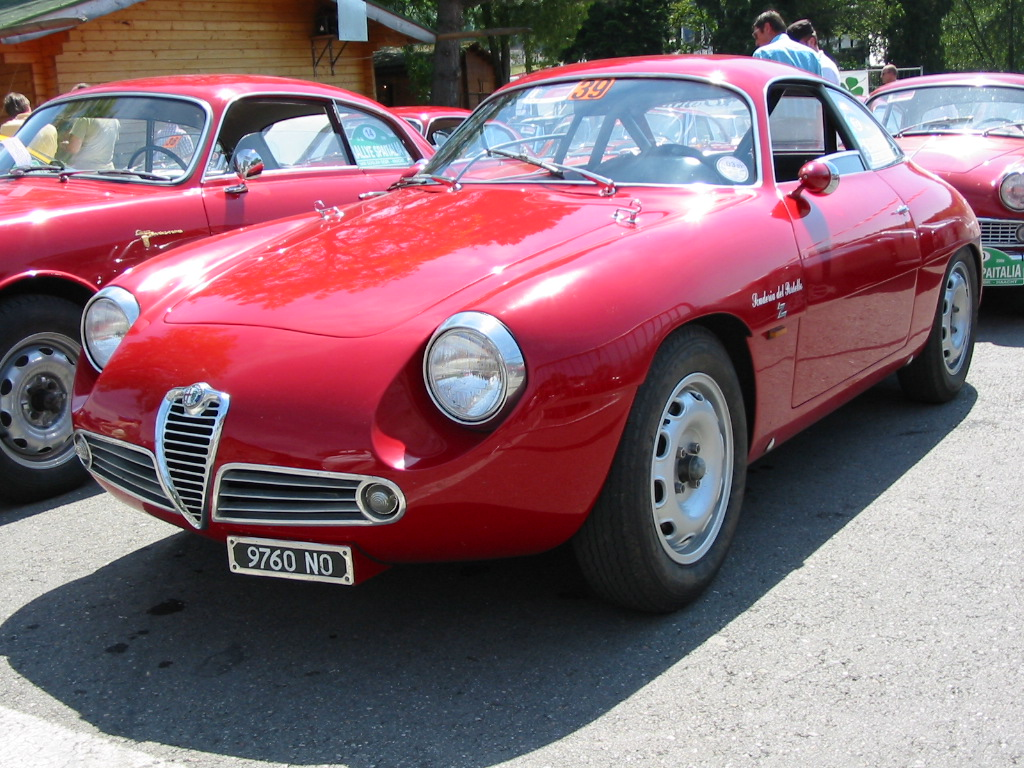
SZ